# 艾赫米姆

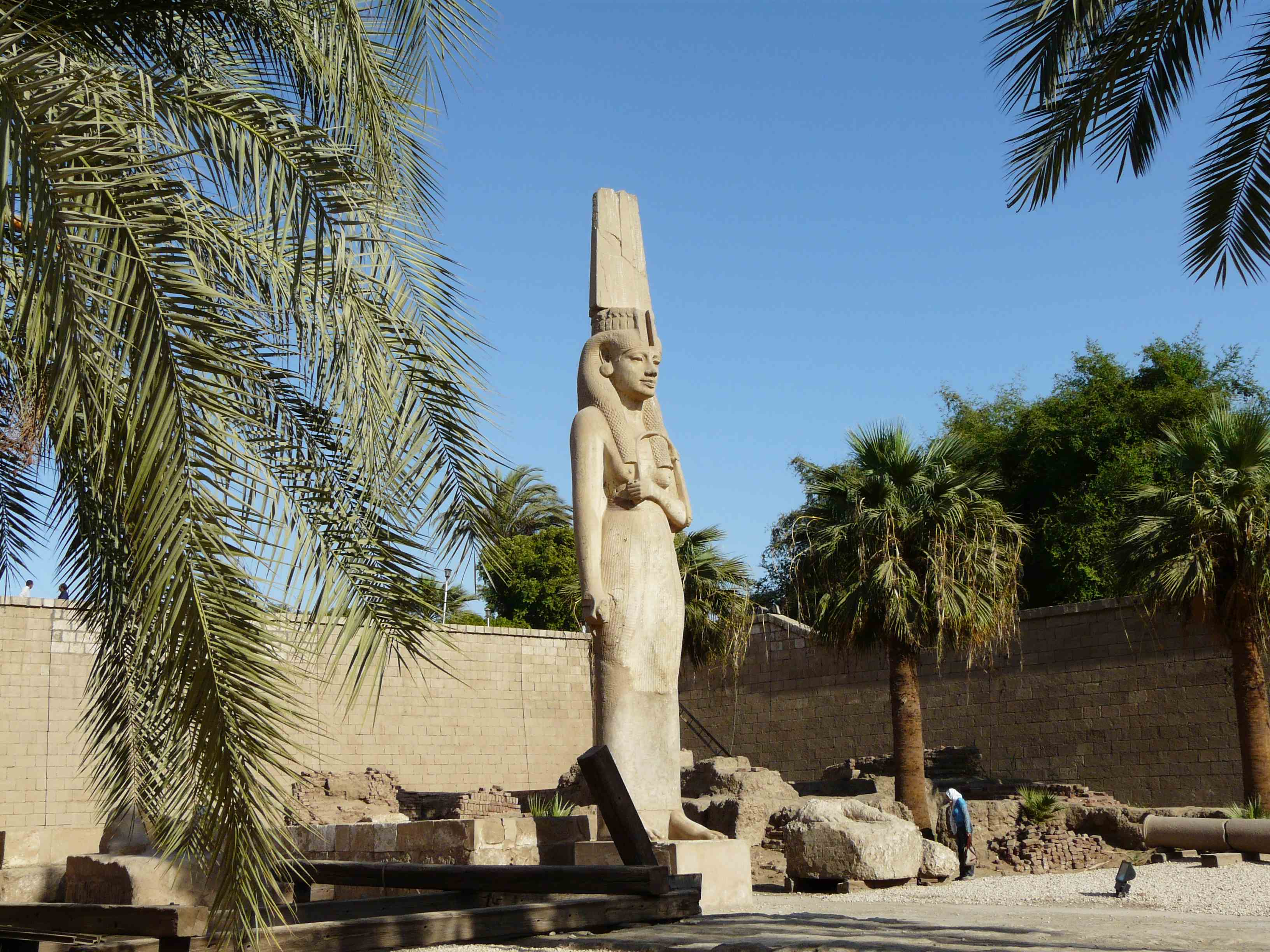
艾赫米姆的梅里塔蒙雕像

艾赫米姆是埃及的城鎮，由索哈傑省負責管轄，位於該國中東部尼羅河右岸，距離首府索哈傑4公里，是法老伊特努特-阿伊的出生地，2006年人口98,469。
26°34′N 31°45′E / 26.567°N 31.750°E